# Лангар
Лангар (на старогръцки: Λάγγαρος), e цар на племето на агрианите. В тежките боеве по време на първия поход на Александър III Македонски срещу елините (334 пр.н.е.) остава верен на Александър, който го сгодява за младата вдовица Кинана (Кина). Тя е била омъжена за Аминта IV Македонски (р. 368, цар 359 – 375/55, убит 336/35 пр.н.е.) и свекърва на цар Филип III Македонски. Лангар умира, преди да раздели брачното ложе с Кинана и тя остава вдовица. През 322 г. пр.н.е. Кинана се опитва да придобие повече влияние и е убита по заповед на Пердика от ръката на Олимпия.
Историкът Ариан (ΑΡΡΙΑΝΟΥ: ΑΛΕΞΑΝΔΡΟΥ ΑΝΑΒΑΣΕΩΣ. ΒΙΒΛΙΟΝ ΠΡΩΤΟΝ (1:5,1-5) пише:
| „ | Александър се вдигна към Агриания и Пеония. Тук дойдоха пратеници с вест, че Клитос (Kleitos), синът на Бартилий (Bartylis) го е предал, и че Главкий (Glaukias), царят на тавлантите, се е съюзил с него. Те потвърдиха, че автаритатите ще го нападнат по време на похода. Затова той реши, веднага да се задвижи. Обаче Лангар, князът на агрианите, който още по времето на Филип беше доказал несъмнената си привързаност към Александър и който от своя страна беше пратил до него пратеници, се намираше със своята свита от най-хубавите и най-добре въоръжени щитоносци при войската; и като чу, че Александър разпитва за автаритатите, какви са тези хора и колко на брой, той му каза, че не бива да слага в сметката автаритатите, понеже те са най-лошите войни в тази цяла област; и той самият поиска да нападне тяхната земя, за да могат (македонците) да се грижат за себе си. И той също наистина, по заповед на Александър, ги нападна и накара да се опустоши земята им. И така автаритатите бяха заети със себе си. Лангар получи от Александър освен други почетни награди и подаръци, които се считат от страна на македонския цар за най-ценни. Та дори и му обеща, да го ожени за своята сестра Кина (Kyna), щом се върне в Пела. Но Лангар почина след връщането си в родината от една болест. | “ |